# リベイラ

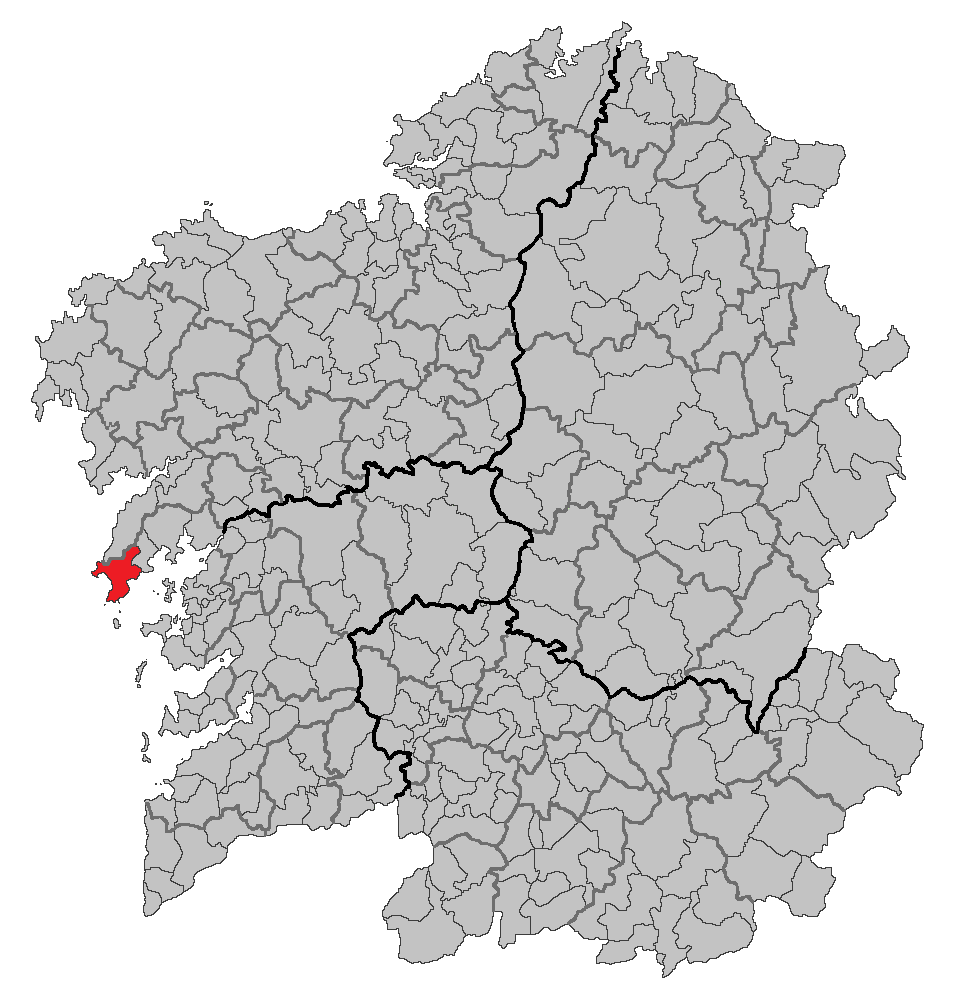

リベイラ（Ribeira）は、スペイン、ガリシア州、ア・コルーニャ県の自治体、コマルカ・ド・バルバンサに属する。ガリシア統計局によると、2011年の人口は27,699人（2010年：27,504人、2009年：27,518人、2006年：27,053人、2005年：26,884人、2004年：26,623人、2003年：26,589人）である。住民呼称はribeirán/-rá、または男女同形のribeirense。カスティーリャ語表記はRiveira。
ガリシア語話者の自治体住民に占める割合は97.01％（2001年）。

## 地理
リベイラはア・コルーニャ県の南西部に位置し、コマルカ・ド・バルバンサに属する。北はポルト・ド・ソン、東はア・ポブラ・ド・カラミニャルの各自治体と隣接している。リア・デ・ムーロス・エ・ノイアとリア・デ・アロウサを隔てているバルバンサ半島の突端に位置し、北側はリア・デ・ムーロス・エ・ノイア側に、東から南はリア・デ・アロウサ側に面している。リベイラの大部分はバルバンサ山地にあり、多くの小川が流れ、無数の小規模ではあるが渓谷状の地形を形成している。自治体中心地はサンタ・ウシーア・デ・リベイラ教区。
リベイラはリベイラ司法管轄区に属し、同管轄区の中心自治体である。

### 人口
| リベイラの人口推移 1900－2010                           |
|                                                         |
| 出典:INE（スペイン国立統計局）1900年 - 1991年、1996年 - |

## 歴史
リベイラに限らず、バルバンサ半島には、たとえばアシェイトスのドルメン（Dolmen de Axeitos）など、巨石文化の遺跡が数多く残されている。また、カストロ文化時代のカストロも傑出している。沿岸部は9世紀以来ヴァイキングの襲撃にさらされた。16世紀にはペストの流行によって、この地域の人口は激減した。

## 政治
自治体首長はガリシア国民党（PPdeG）のマヌエル・サントス・ルイス・リバス（Manuel Santos Ruiz Rivas）、自治体評議員はガリシア国民党：13、ガリシア民族主義ブロック（BNG）：4、ガリシア社会党（PSdeG-PSOE）：3、IPDER：1となっている（2011年5月22日の自治体選挙結果、得票順）。
| 1999年6月13日自治体選挙 |        |        |          |
| 政党                    | 得票数 | 得票率 | 獲得議席 |
| PPdeG                   | 8,521  | 62.84% | 14       |
| BNG                     | 2,467  | 18.19% | 4        |
| PSdeG-PSOE              | 1,993  | 14.70% | 3        |
| DG                      | 282    | 2.08%  | 0        |
| EDEG-OV                 | 146    | 1.08%  | 0        |

| 2003年5月25日自治体選挙 |        |        |          |
| 政党                    | 得票数 | 得票率 | 獲得議席 |
| PPdeG                   | 8,029  | 55.27% | 13       |
| BNG                     | 3,015  | 20.75% | 4        |
| IPR                     | 1,616  | 11.12% | 2        |
| PSdeG-PSOE              | 1,609  | 11.08% | 2        |

| 2007年5月27日自治体選挙 |        |        |          |
| 政党                    | 得票数 | 得票率 | 獲得議席 |
| PPdeG                   | 6,806  | 48.52% | 11       |
| BNG                     | 3,694  | 26.33% | 6        |
| PSdeG-PSOE              | 1,780  | 12.69% | 2        |
| IPDER                   | 1,540  | 10.98% | 2        |

| 2011年5月22日自治体選挙 |        |        |          |
| 政党                    | 得票数 | 得票率 | 獲得議席 |
| PPdeG                   | 7,913  | 57.20% | 13       |
| BNG                     | 2,328  | 16.83% | 4        |
| PSdeG-PSOE              | 2,193  | 15.85% | 3        |
| IPDER                   | 1,125  | 8.13%  | 1        |

## 教区
リベイラは9の教区に分けられている。太字は自治体中心地のある教区。
- アギーニョ（ノサ・セニョーラ・ド・カルメ）
- アルテス（サン・シアン）
- カレイラ（サン・パイオ）
- カスティニェイラス（オ・ボ・パストール）
- コルベード（サンタ・マリーア）
- オレイロス（サン・マルティーニョ）
- オルベイラ（サンタ・マリーア）
- パルメイラ（ペドロ）
- リベイラ（サンタ・ウシーア）

## 出身著名人
- ホセ・ラモン・ゴンサーレス・ペレス（José Ramón González Pérez、1968 -）- 元サッカー選手。
- フランシスコ・ハビエル・ゴンサレス・ペレス（1969 -）- 元サッカー選手

## 姉妹都市
- アデーヘ（Adeje）、スペイン